# Farum
Farum è un centro abitato danese situato nella regione di Hovedstaden e appartenente al comune di Furesø.
Fino al 1º gennaio 2007, con l'entrata in vigore della riforma amministrativa, la cittadina era capoluogo dell'omonimo comune.

## Sport
La squadra principale della città è il Nordsjælland, campione di Danimarca 2011-12.